# Wehrkirche Offenhausen

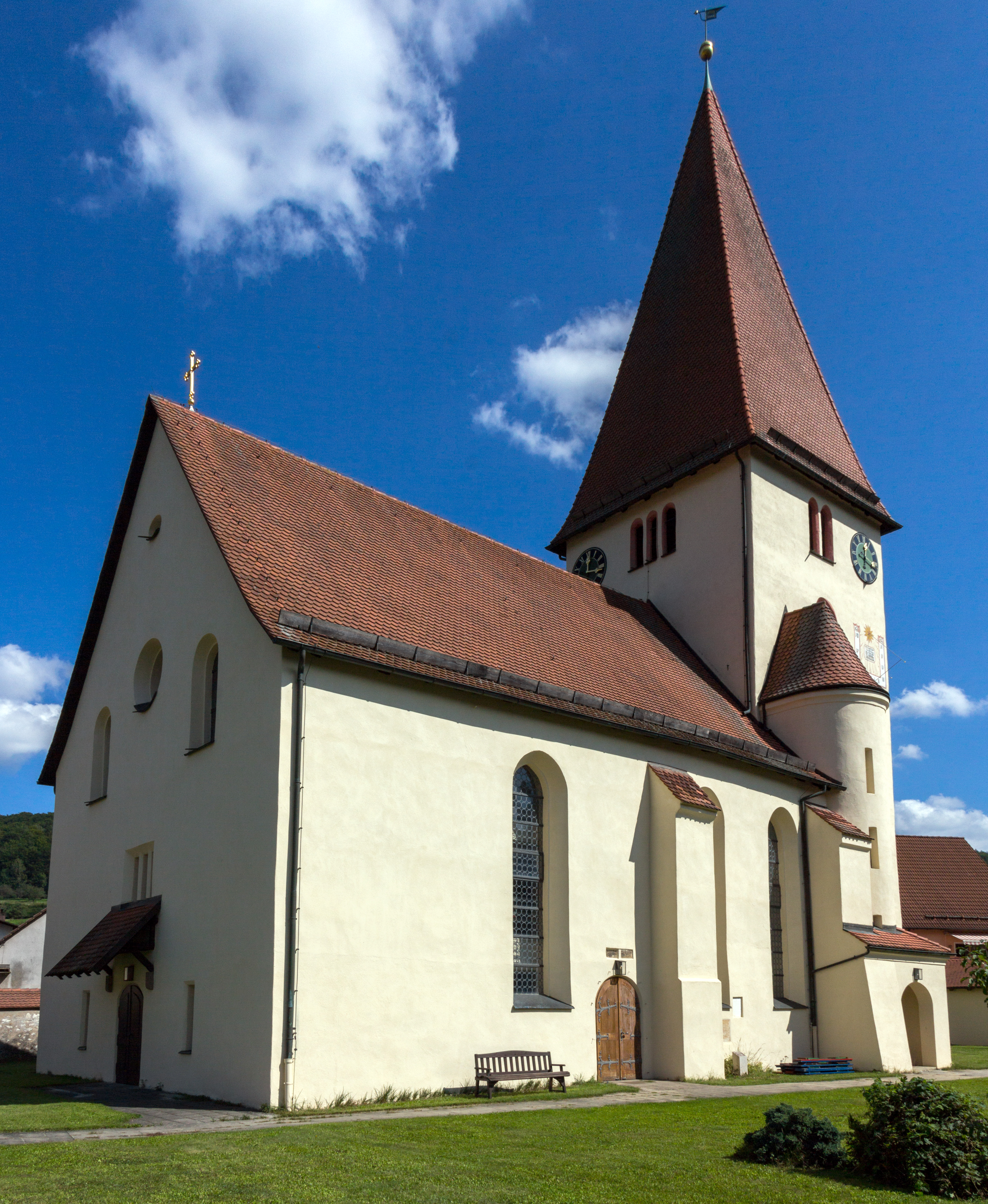
Offenhausen St. Nikolaus (2021)

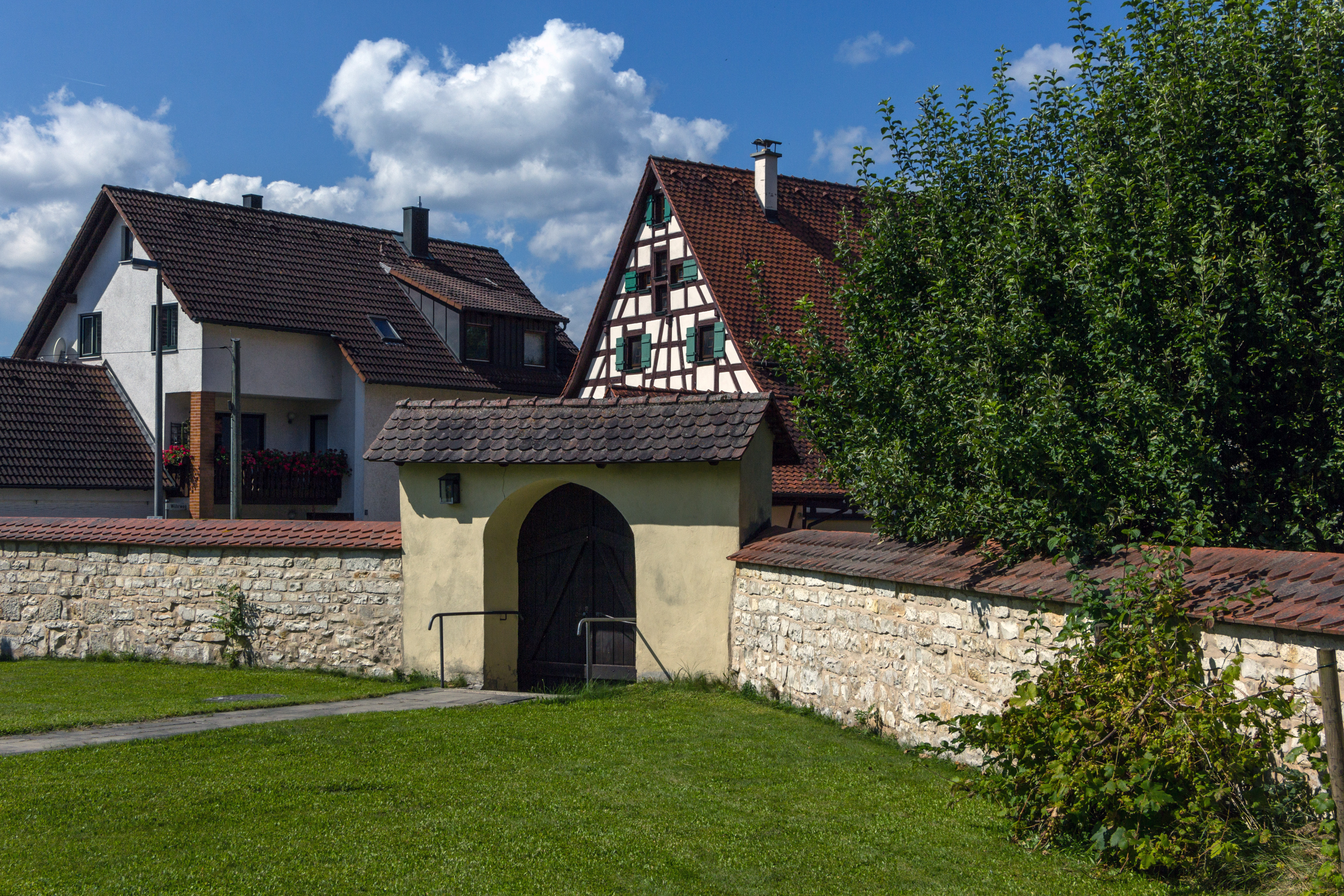
Ehemalige Friedhofsbefestigung (2021)

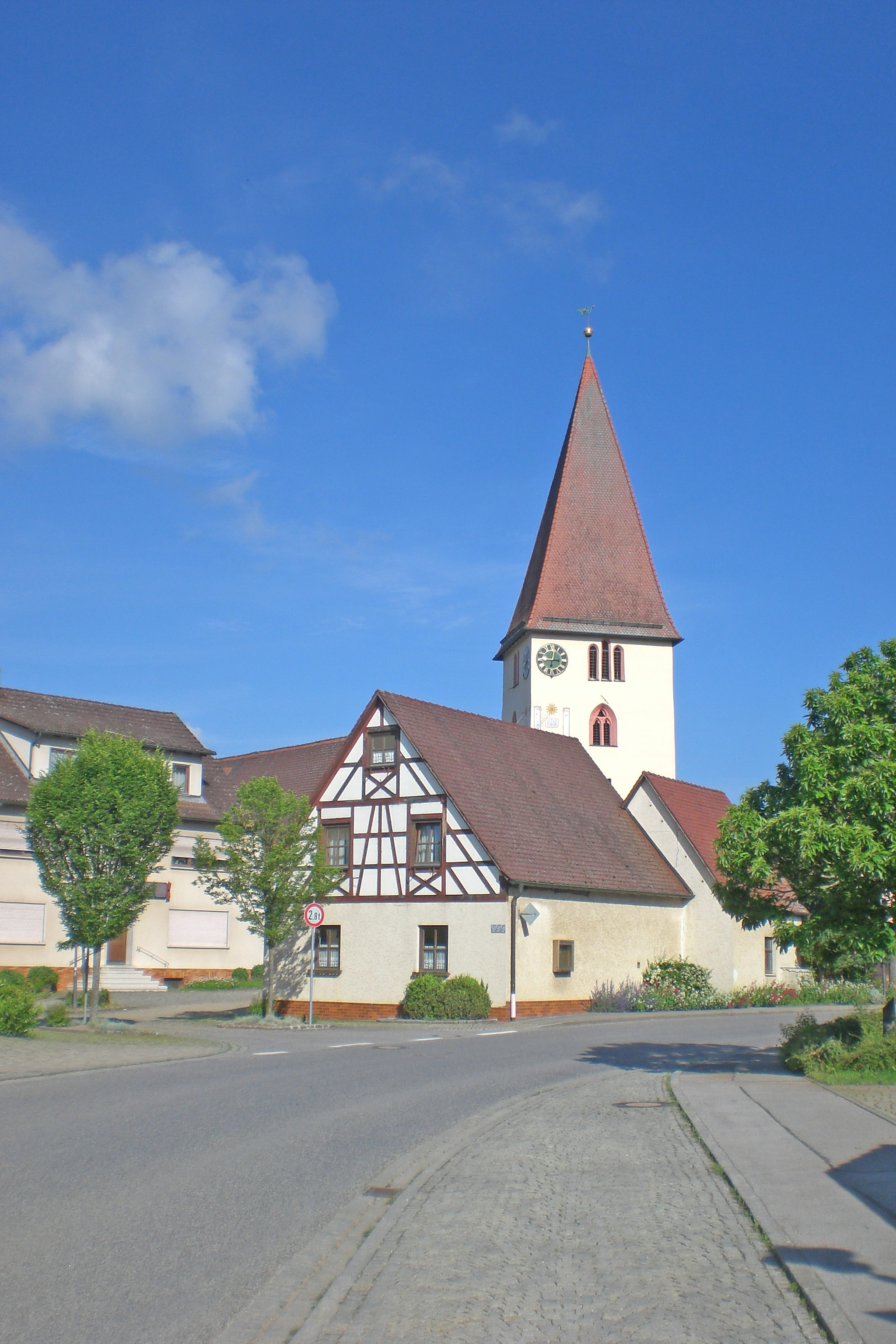
Sicht aus dem Ort (2024)

Die Wehrkirche Offenhausen ist eine evangelisch-lutherische Wehrkirche in der Gemeinde Offenhausen im mittelfränkischen Landkreis Nürnberger Land, welche nach  St. Nikolaus benannt ist.

## Geschichte
Die Chorturmkirche mit ihren drei Turmuntergeschossen stammt aus dem 14. Jahrhundert. Das Langhaus ist auf das 15. Jahrhundert datiert. Im Westen erfolgten in den Jahren 1621 und 1724/25 Erweiterungen des Sakralbaues. Der Chor der Kirche weist ein Kreuzrippengewölbe auf und das Langhaus besteht aus einer Stichbogentonne. Der Kirchenraum hat umlaufende Doppelemporen mit einer Bilderpredigt an der ersten Empore. Das Ölgemälde aus dem Jahre 1724 stammt von dem Maler Johannes Christoph Reich.

## Baubeschreibung
Die Pfarrkirche und die ehemalige Friedhofsbefestigung stehen unter Denkmalschutz (D-5-74-145-7 und D-5-74-145-8):
- Evangelisch-lutherische Pfarrkirche Sankt Nikolaus: Chorturmkirche, im Kern 14./15. Jahrhundert, 1621 und 1724/25 Erweiterung und umfassende Erneuerung; mit Ausstattung
- Mauer der ehemaligen Friedhofsbefestigung, im Kern spätmittelalterlich